# 考考林鎮區 (密歇根州)
考考林鎮區（英語：Kawkawlin Township）是位於美國密歇根州貝縣的一個行政鎮區。

## 地方資料
考考林鎮區的面積為107.40平方千米，當中陸地面積為84.00平方千米，而水域面積為23.40平方千米。根據2020年美國人口普查的數據，當地共有人口4419人，而人口密度為每平方千米41.15人。